# اریش کرچمان
 اریش اوستوس کرچمان (آلمانی: Erich Kretschmann؛ زاده ۱۴ ژوئیهٔ ۱۸۸۷ درگذشته ۱۹۷۳) یک فیزیک‌دان اهل آلمان بود.